# Nekropola Banditaccia
Nekropola Banditaccia je etruščanska nekropola, ki pripada starodavnemu mestu Caere in je na vzvišenem mestu iz tufa severozahodno od Cerveterija v pokrajini Rim.

## Zgodovina in opis
Nekropola obsega približno 400 hektarjev in vsebuje več tisoč pokopov (ograjen in viden del predstavlja le 10 hektarjev in ima približno 400 tumulusov), od najstarejšega obdobja villanovskega obdobja (9. stoletje pred našim štetjem) do najnovejšega helenističnega obdobja (3. st. pr. n. št.). Njegov izvor najdemo v jedru villanovskih grobov v kraju Cava della Pozzolana, ime Banditaccia prihaja iz besede bando, 'najem' območja prebivalstva Cerveterija s strani lokalnih lastnikov zemljišč. Nekropola Banditaccia je zaradi svoje velikosti največja starodavna nekropola na območju Sredozemlja.
Najstarejša pokopi so villanovski (od 9. do 8. stoletja pred našim štetjem), za njih je značilna oblika vodnjaka, kjer so hranili pepel pokojnikov ali jam za pokop.
Od 7. stoletja pred našim štetjem obstajata dve vrsti pokopavanja, v tumulus in grob v obliki sobe. Slednji je sestavljen iz dolge vrste grobnic, ki so razporejene ob ulici. V vidnem delu nekropole Banditaccia sta dve od teh ulic, Via dei Monti Ceriti in Via dei Monti della Tolfa, ki segata v 6. stoletje pr. n. št.
Za tumuluse je značilna zgradba iz tufa s krožnim tlorisom, ki vsebuje predstavitev pokojnikove hiše, skupaj s hodnikom (dromos) za dostop do različnih prostorov. Bogastvo grobnih pridatkov v notranjosti teh grobnic je arheologom omogočilo spoznavanje etruščanskih domov in življenja.
V ta namen se zdi, da je najboljša grobnica reliefov, ki izvira iz 4. stoletja pred našim štetjem in je  pripadala družini Matunas, kot beremo v napisih: notranjost grobnice je bila ohranjena v posebej dobrih razmerah, kar je omogočilo opazovanje tudi fresk na stenah in na stebrih (za to je pravzaprav ta grobnica edina Banditaccia, ki je ni mogoče obiskati - a notranjost je vidna skozi steklo, zaradi posebne nege fresk.
Najnovejši pokopi so iz 3. stoletja pred našim štetjem.
Številne najdbe v nekropoli so zbrane v Nacionalnem etruščanskem muzeju vile Giulia v Rimu in v mnogih drugih muzejih, raztresenih po vsem svetu, medtem ko je le manjši del pogrebnih predmetov na tem mestu, shranjen v Nacionalnem arheološkem muzeju v Cerveteriju.
Od julija 2004 je nekropola Banditaccia, skupaj z Monterozzijem iz Tarkvinije na seznama Unescove svetovne dediščine.

## Glavne grobnice
| Slika | Ime                                                       | Epoha                                    | Opomba                                                   |
| ----- | --------------------------------------------------------- | ---------------------------------------- | -------------------------------------------------------- |
|       | Grobnica kapitelov Tomba dei capitelli                    | 6. st. pr. n. št.                        |                                                          |
|       | Grobnica s pogrebnimi posteljami Tomba dei letti funebri  | 6. st. pr. n. št.                        | Je pod Tumulusom II., v skupni rabi z drugimi grobnicami |
|       | Grobnica grških vaz Tomba dei vasi greci                  | 6. st. pr. n. št.                        | Je pod Tumulusom II., v skupni rabi z drugimi grobnicami |
|       | Tomba dei dolii                                           | 6. st. pr. n. št.                        | Je pod Tumulusom II., v skupni rabi z drugimi grobnicami |
|       | Grobnica hiše Tomba della capanna                         | 7. st. pr. n. št.                        | Je pod Tumulusom II., v skupni rabi z drugimi grobnicami |
|       | Grobnica reliefov Tomba dei Rilievi                       | 4.-3. st. pr. n. št.                     |                                                          |
|       | Grobnica z okvirjem Tomba della cornice                   | 6. st. pr. n. št.                        |                                                          |
|       | Grobnica z nišami Tomba della casetta                     | 6. st. pr. n. št.                        |                                                          |
|       | Grobnica ščitov in stolov Tomba degli Scudi e delle Sedie | fine del VII e l'inizio del VI sec. a.C. |                                                          |
|       | Grobnica petih stolov Tomba delle Cinque Sedie            | 7. st. pr. n. št.                        |                                                          |
|       | Tomba dell'Alcova                                         | 4. st. pr. n. št.                        |                                                          |

- Tomba dei dolii e degli alari (7. stoletje pred našim štetjem)
- Tumulus Maroi (7. stoletje pred našim štetjem)
- Polikromni tumulus (6. stoletje pred našim štetjem)
- Tumulus Mengarelli (7. stoletje pred našim štetjem